# گیره بکسل

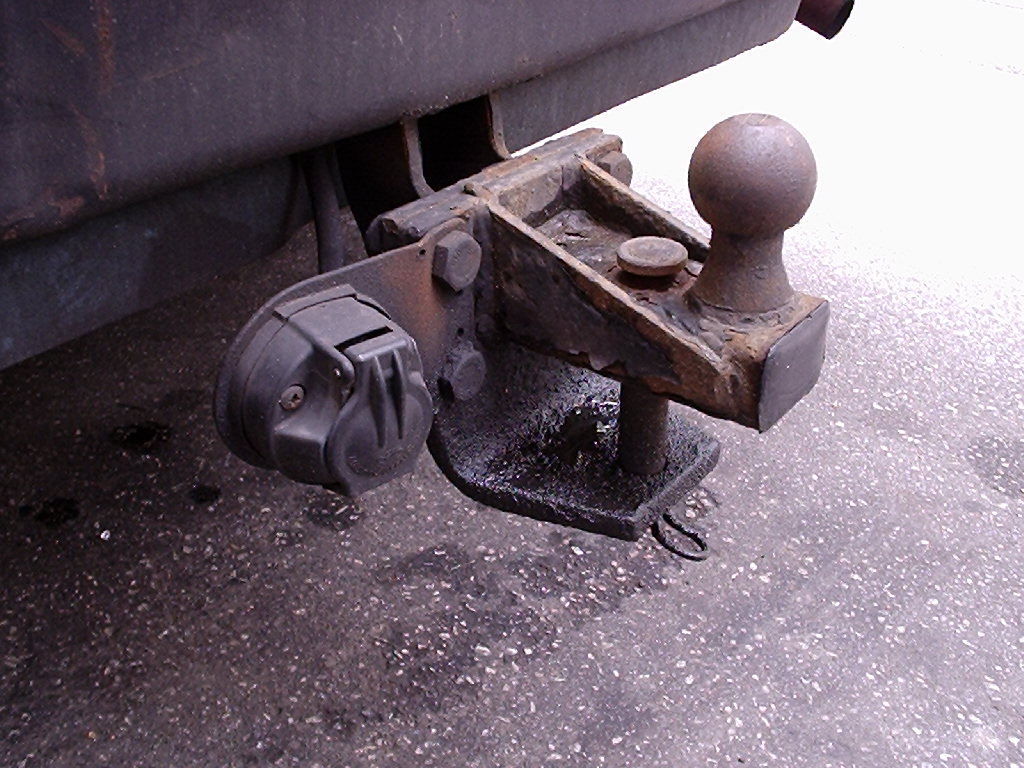
گیره بکسل خودروهای شخصی، پریز سیم برق مربوط به چراغ‌های خودروی یدک‌شونده در سمت چپ گیره دیده می‌شود.

گیرهٔ بُکسُل میله‌ای به شکل گیره و از جنس فلز است که به پشت خودروها متصل می‌شود و سیم بکسل با حلقه‌ای به آن متصل می‌شود تا بدین وسیله بتوان خودروهای دیگر یا گاری‌های حمل‌ونقل را یدک کشید.
در برخی موارد، خودرو یا گاری یدک‌شونده در جلوی خود ابزاری به حالت گیره‌پوش دارد که به روی گیره بکسل قفل می‌شود.
نوع اتصال سیم بکسل یا گیره‌پوش خودروی عقبی به گیره بکسل خودروی جلویی به گونه‌ای است که بازکردن و بستن این اتصال به آسانی انجام شود. هر نوع از گیره بکسل نیز وزن مشخصی را می‌تواند تحمل کند.
در اتحادیه اروپا، ابعاد گیره‌های بکسل خودروها و گیره‌بندها استانداردسازی شده‌اند تا با ابزار یدک‌کشی خودروهایی که پس از یکم اوت ۱۹۹۸ ثبت شده‌اند سازگاری داشته‌باشند.